# دلتا اسب کوچک
دلتا اسب کوچک یک ستاره است که در صورت فلکی اسب کوچک قرار دارد.